# المركز التقني للصناعات الميكانيكية والكهربائية
المركز التقني للصناعات الميكانيكية والكهربائية (بالفرنسية: Centre technique des industries mécaniques et électriques أو اختصارا CETIME)‏ هو مركز فني تونسي يعمل تحت إشراف وزارة الصناعة.

أنشأ المركز في 1982، بموجب القانون عدد 45-82 المؤرخ في 5 مايو 1982، لتطوير وتعزيز قطاع الصناعات الكيميائية في تونس.

## المهام
يهدف المركز إلى تقديم المشورة والمساعدة والدعم للمؤسسات الصناعية في قطاع الصناعات الميكانيكية والكهربائية والإلكترونية في تونس. وتتمثل مهام المركز في استقطاب الوسائل والمهارات للمؤسسات لحل مشاكلهم التقنية وتطوير قدرتهم التنافسية.

## روابط خارجية
- الموقع الرسمي.